# واي فاي
واي فاي (بالإنجليزية: WiFi، هي اختصار wireless fidelity )، هو مصطلح يستخدم للإشارة إلى أي من تقنيات الاتصال اللاسلكي ضمن المعيار 802.11 الذي وضعه معهد مهندسي الكهرباء والإلكترونيات.تعتبر هذه التقنية الأساس لمعظم الشبكات المحلية اللاسلكية في الوقت الحاضر، حيث تستخدم موجات الراديو لنقل المعلومات بدلاً من الأسلاك والكوابل. وتتميز بقدرتها على اختراق الجدران والحواجز، إضافةً إلى سرعة عالية في نقل واستقبال البيانات تصل إلى 10 جيجابايت في الثانية.
توجد عدة معايير للشبكات اللاسلكية، حددها معهد المهندسين الكهربائيين والإلكترونيين (IEEE). من أبرز هذه المعايير: 802.11b (الأقدم)، و802.11a، وأحدثها حتى الآن 802.11ac. رغم أن هذه المعايير متوافقة في الغالب، إلا أنها تختلف من حيث المدى وسرعة النقل. ومن المتوقع أن تستمر تقنية الواي فاي في التطور والتحسن مع مرور الوقت، كما هو الحال مع معظم التطبيقات التكنولوجية الحديثة.

## مخاوف صحية
تقول منظمة الصحة العالمية: «لا يُتوقع حدوث آثار صحية من التعرض لمجالات الترددات اللاسلكية من المحطات الرئيسية والشبكات اللاسلكية»، لكنها تشير إلى أنها تعزز البحث في التأثيرات من مصادر الترددات اللاسلكية الأخرى. على الرغم من أن الوكالة الدولية لأبحاث السرطان (IARC) التابعة لمنظمة الصحة العالمية صنفت فيما بعد المجالات الكهرومغناطيسية للترددات الراديوية على أنها «من المحتمل أن تكون مسرطنة للبشر من (المجموعة 2 ب)» (فئة تُسْتَخْدَمُ عندما «يُعتبر الارتباط السببي موثوقًا، ولكن لا يمكن استبعاد التحيز أو الإرباك بثقة معقولة») اعتمد هذا التصنيف على المخاطر المرتبطة باستخدام الهاتف اللاسلكي بدلاً من شبكات الواي فاي.
كما أفادت وكالة حماية الصحة في المملكة المتحدة في عام 2007 أن التعرض لمجال الواي فاي لمدة عام كامل يعادل مكالمة تلفونية مدتها 20 دقيقة.
مراجعة لدراسات تضمنت 725 شخصا أدعوا بأنهم مصابون بحساسية مفرطة كهرومغناطيسية "... تشير إلى أن "الحساسية المفرطة للكهرومغناطيسية" لا علاقة لها بوجود مجال مغناطيسي، على الرغم من الحاجة إلى مزيد من البحث في هذه الظاهرة.

## النقاط الساخنة
إن مجال تغطية واحدة أو أكثر من نقاط الوصول اللاسلكية المتصلة مع بعضها هي نقطة ساخنة. فالنقطة الساخنة هي أي موقع تكون شبكة الواي فاي متاحة للاستخدام من قبل المستخدمين (وذلك مجاناً أو بمقابل مادي). من أماكنها الشائعة المقاهي والمطاعم والمطارات والفنادق والجامعات والمكتبات وغيرها من الأماكن العامة لتأمين الاتصال بالإنترنت لكل زائر لديه جهاز محمول، مثل الحاسوب المحمول أو الحاسوب الكفي أو الحاسوب اللوحي أو الهواتف الذكية المزودة بهذه الخدمة.
يتراوح نطاق التغطية لهذه الشبكات ما بين 32 مترا في الداخل و95 مترا في الخارج وهذه الأرقام قابلة للزيادة في حال استخدام أجهزة التقوية.

## مميزات نطاقات الواي فاي

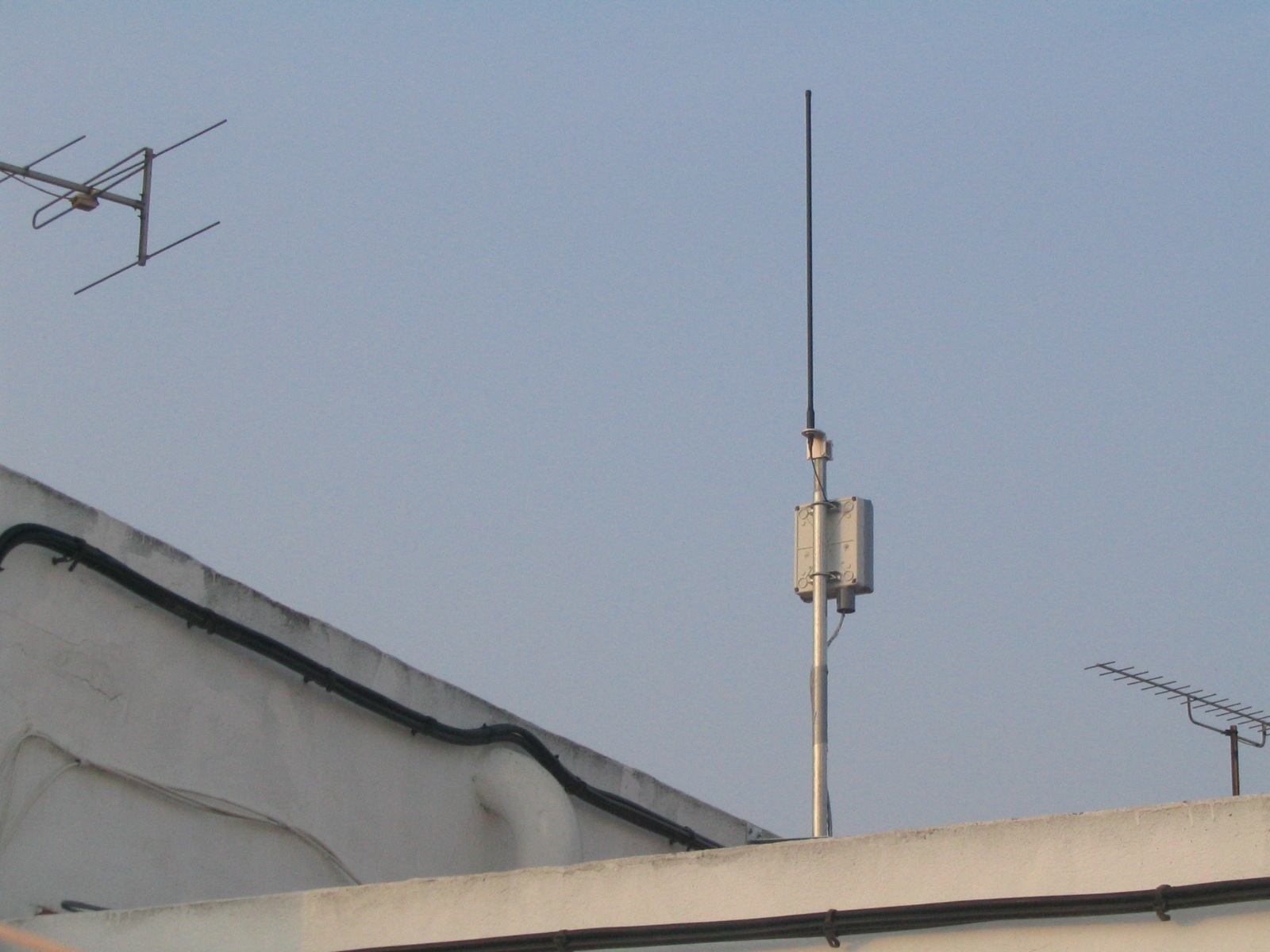

1. عملية إعداد شبكتها سريعة وسهلة، فهي لا تحتاج إلى تمديدات الأسلاك وحفر للجدران.
2. يمكن تحريك هذه الأجهزة فيها بجميع الاتجاهات، وحملها والتجوّل بها بحيث يمكنك أن تبقى متصلاً بشكل دائم بالإنترنت.
3. تتيح قدرًا كبيرًا من المرونة وبالتالي تزيد الإنتاجية. وتتيح للمسافر البقاء متصلاً أثناء السفر.
4. تصل سرعة الاتصال عن طريق الواي فاي إلى 54 ميغابايت في الثانية، وسرعتها لا تقارن مع المودم الهاتف، بل هي أسرع بعدة مرات من الاتصال عن طريق الكيبل أو خط المشترك الرقمي، كما يؤكد غراهام ميلفيل، مدير تسويق المنتجات في قسم الأعمال اللاسلكية في شركة سيمبل تكنولوجيز Symbol Technologies.
5. إعداد شبكات واي فاي أرخص من الشبكات السلكية، وبخاصة على مستوى الشركات الكبيرة، كما يفيد ميلفيل، وإدارتها أقل تكلفة أيضًا، وسوف تستمر أسعارها في الهبوط نظراً لازدياد الطلب عليها واستمرار دعم الأجهزة لها.
6. من الممكن تركيبها في أماكن من الصعب تمديد كابلات فيها، المواقع الأثرية أفضل مثال على ذلك حيث يصعب إجراء الحفريات فيها إن لم يكن من المستحيل فعل ذلك.
7. الموثوقية والأمان.

## استخداماتها
اخْتُرِعَت وطُوِّرَتْ لخدمة الاتصالات في داخل شبكة العمل المحلية LAN ولكن بدون استخدام الأسلاك، في بداية الأمر كان الهدف منها هو خدمة أجهزة الحاسب الشخصي المحمول ولكن التطور السريع لهذه التقنية أصبحت تخدم متصفحي شبكة الإنترنت العالمية وخاصة في المقاهي والمطاعم والفنادق والمطارات والبنوك. كما أنها أصبحت تلعب دوراً مهماً في تقنية الصوت عبر الشبكة VoIP، وتؤدي خدمة كبيرة الآن في أماكن حساسة كردهات المستشفيات والمواقع الأمنية بحيث يتمكن الطبيب أو رجل الأمن من الدخول على تطبيقات معينة لخدمة المرضى أو التعرف على هوية أشخاص غير مرغوب فيهم من دخول أماكن حساسة وغيرها. كما أنها أضافت الكثير إلى تقنية الهاتف النقال وإمكانية اتصاله بشبكة الإنترنت العالمية في حال التواجد داخل نطاق شبكة الواي فاي. من الاستخدامات الحديثة والمهمة لها هي نقل الصور من الكاميرات الرقمية إلى الكمبيوتر.

## أنماط نطاقات الواي فاي

### وضع البنية التحتية
يحتاج إلى نقطة وصول لاسلكية للاتصال بالإنترنت عبر الشبكة اللاسلكية المحلية عند عمل تهيئة لنقطة الدخول يجب أن نعرف معرف مجموعة الخدمة SSID
الـ SSID عبارة عن مفتاح للحماية يمنع المستخدمين غير المرخص لهم من الدخول إلى الشبكة لذلك يجب على المستخدمين معرفتها ليستطيعوا الدخول إلى الشبكة.
نقاط الوصول تكون عادة مرتبطة بالإنترنت عن طريق بوابة إيثرنت.

### وضع الشبكة اللاسلكية المخصصة
تستخدم للاتصال بين الحواسيب بشكل مباشر في حال تواجد الحواسيب في نفس الخلية (أي نفس مجال التغطية). تستخدم لإنشاء اتصال سهل وسريع لتبادل المعطيات بين الحواسيب إلا أنها صعبة الإدارة ولا تؤمن حماية جيدة.

## مقارنة بين وضعي الواي فاي
وضع البنية الأساسية يؤمن استقرار وقدرة على التوسع وسهولة في الإدارة وتحسين في الحماية، بينما وضع الشبكة اللاسلكية المخصصة لا يؤمن نفس المستوى من الحماية والإدارة تكون صعبة وخاصة عند ازدياد حجم الشبكة والأداء أيضا يتأثر بهذه الزيادة ولكن السيئ في وضع البنية الأساسية هو السعر المرتفع لنقطة الوصول اللازم للشبكة والذي لا نحتاجه في وضع الشبكة اللاسلكية المخصصة.

## الفرق بين الواي فاي والبلوتوث
كلاهما مصطلحات تقنية الاتصالات اللاسلكية وتعتمد على الأمواج الراديوية للنقل. تكنولوجيا البلوتوث تقع ضمن البروتوكول IEEE802.15.1 بينما الواي فاي يقع ضمن 802.11، هذا يعني أن الأجهزة التي تستخدم تكنولوجيا الواي فاي لا يمكنها بالضرورة أن تستخدم البلوتوث.
تكنولوجيا الواي فاي تتميز بسرعات كبيرة لنقل المعطيات مما يجعلها بديلاً جيدا لشبكات الإيثرنت، بينما تتميز تقنية البلوتوث بأنها تحتاج إلى طاقة أقل لذلك تبرز أكثر في الأجهزة الصغيرة مثل المساعد الرقمي الشخصي والهاتف الخلوي.
أيضا يكمن الفرق في المساحة المغطاة فمدى البلوتوث أقل بكثير من تقنية الواي فاي. حيث المساحة الفعلية المغطاة للبلوتوث ما بين 7 إلى 10 متر في حين أنها تقارب 60 متر في الواي فاي.